# Mary Anne Mohanraj
Mary Anne Amirthi Mohanraj (Colombo, 26 de julho de 1971) é uma escritora, editora-chefe e acadêmica norte-americana nascida no Sri Lanka.

## Primeiros anos
Mohanraj nasceu em Colombo, Sri Lanka, mas mudou-se para os Estados Unidos aos dois anos de idade e cresceu em New Britain, em Connecticut.

Seus pais, que originalmente pretendiam retornar ao Sri Lanka depois de alguns anos e ainda estavam considerando a possibilidade para o futuro, planejaram em 1983 enviar Mary Anne, de doze anos, para morar com os avós durante um verão "para se reconectar" com sua terra natal. Pouco antes de partir, seu pai recebeu um telegrama. "Não a envie. Há problemas chegando." Ele cancelou a viagem. Como ela escreveu mais tarde:
No Sri Lanka é chamado de Julho Negro. Revoltas eclodiram em Colombo, a capital, matando milhares de tâmeis, o grupo étnico minoritário ao qual pertenço. Um caos brutal se instalou – amigos meus que estavam lá contam histórias horríveis. Eles viram pneus sendo colocados em volta do pescoço dos homens, viram eles sendo incendiados. Eles viram mulheres e crianças sendo arrancadas de suas casas, retiradas de carros para serem estupradas e mortas na rua.

Não vi nada disso, mas as histórias assombram minha ficção. Não importa se escrevo literatura popular, fantasia ou ficção científica, continuo voltando à guerra no Sri Lanka. Continuo pensando na vida que eu teria tido se meus pais tivessem feito escolhas diferentes. Se tivéssemos ficado lá e morrido nos tumultos. Se eu tivesse entrado naquele avião. Se tivéssemos fugido, como tantos dos meus tios e tias fizeram, e acabássemos como refugiados no Canadá ou noutro lugar.
Em vez disso, Mohanraj frequentou a Miss Porter's School e a Universidade de Chicago e se formou em Literatura Inglesa em 1993. Ela possui um mestrado em belas artes pelo Mills College (1998) e um doutorado em Literatura Inglesa pela Universidade de Utah (2005). Ela também participou do Clarion West Writing Workshop em 1997.

## Carreira acadêmica
Mohanraj lecionou no Salt Lake Community College, na Universidade de Utah e no Vermont College. De setembro de 2005 a junho de 2007, ela foi professora visitante no Programa de MFA da Universidade Roosevelt. De 2007 a 2008, foi professora visitante na Universidade Northwestern, no Centro de Artes da Escrita. Ela deu aulas no Clarion Workshop em julho de 2008. Desde 2008, ela trabalha no Departamento de Inglês da Universidade de Illinois em Chicago (UIC), primeiro como Professora Assistente Clínica e atualmente como Professora Associada Clínica. Ela foi Coordenadora Associada de Estudos Asiáticos e Asiático-Americanos na UIC de 2009 a 2014.

## Atuação como escritora
Seu romance em histórias, Bodies in Motion, recebeu uma menção honrosa no Asian American Literary Awards de 2007 e foi nomeado um livro notável pelo USA Today. Em 2006, Mohanraj recebeu uma bolsa do Illinois Arts Council em Prosa. Ela foi cofundadora e editora-chefe da Clean Sheets, uma revista online de erótica, de 1998 a 2000. Em 2000, ela ajudou a fundar a Strange Horizons, onde foi editora-chefe até 2003. Em 2004, ela fundou a Speculative Literature Foundation, que ainda dirige, e é membro fundadora e diretora executiva da Desilit, uma organização projetada para apoiar escritores do sul da Ásia e da diáspora. Mohanraj fundou e é o Diretor Executivo do Festival bienal Kriti, uma celebração da literatura e das artes do Sul da Ásia e da diáspora, fundado em 2005. Desde 2013, ela é editora-chefe do Jaggery, "A DesiLit Arts and Literature Journal". Mohanraj foi o apresentador da 12ª temporada do podcast Writing Excuses.
Os escritos de Mohanraj frequentemente exploram questões de identidade cultural. Ela observou em entrevistas que sente a complexidade de tais questões em sua própria vida: "Quando as pessoas me perguntam qual é minha identidade, eu poderia dizer que sou cingalesa-americana. (...) Eu poderia dizer que fui criada como católica, mas agora sou agnóstica. Eu poderia dizer que já fui chamada de queer, porque embora eu tenha estado com um homem nos últimos 17 anos, sou bissexual." Ela também é uma espécie de ativista da sexualidade; ela fundou e modera o Internet Erotica Writers' Workshop, e foi uma ex-moderadora do soc.sexuality.general.
Mohanraj teve histórias publicadas no universo compartilhado de ficção científica Wild Cards, editado por George RR Martin, e anunciou que terá mais histórias nas próximas antologias Wild Cards: Fort Freak, Lowball, Low Chicago, Joker Moon e Three Kings.

## Vida pessoal
Em 12 de fevereiro de 2015, ela anunciou em seu blog que havia sido diagnosticada com câncer de mama. Ela tem documentado o tratamento (incluindo quimioterapia e lumpectomia) em um "Registro do Câncer" em seu site. Em 24 de fevereiro de 2015, ela se casou com Kevin Whyte, com quem teve uma união estável por 23 anos.
Em 2017, Mohanraj concorreu ao conselho da biblioteca de Oak Park. A Democracia para a América apoiou a sua candidatura. Ela foi eleita em 4 de abril de 2017. Em abril de 2021, ela foi eleita para o conselho escolar D200, que governa a Oak Park e a River Forest High School.

## Prêmios e honrarias
- Prêmio Imadjinn de 2018 para Melhor Livro de Não Ficção (Invisible 3: Essays and Poems on Representation in SF/F, com o coeditor Jim C. Hines), vencedor[28]
- Prêmio Especial Locus 2019 para Extensão e Desenvolvimento Comunitário, vencedor [29]

## Obras publicadas

### Ficção
- Kathryn in the City: A Choose-Your-Own-Erotic-Adventure (Melcher Media, 2003) - ISBN 1-59240-030-2 (em inglês)
- The Classics Professor: A Choose-Your-Own-Erotic-Adventure (Melcher Media, 2003) - ISBN 1-59240-031-0 (em inglês)
- Bodies in Motion: Stories (HarperCollins, 2005) (ISBN 0-06-078118-1 (em inglês)
- The Stars Change (Circlet Press, 2013) - ISBN 978-1-61390-084-0 (em inglês)
- Perennial: A Garden Romance (Lethe Press, 2018) - ISBN 978-1-59021-640-8 (em inglês)

### Coleções de gêneros mistos
- Torn Shapes of Desire (IAM [Intangible Assets Manufacturing], 1997) - ISBN 1-885876-03-3 (em inglês)
- Silence and the Word (Lethe Press, 2004) - ISBN 1-59021-014-X (em inglês)
- Without a Map [com Nnedi Okorafor] (Aqueduct Press, 2010) - ISBN 978-1-93350-041-6 (em inglês)

### Não ficção
- A Taste of Serendib: A Sri Lankan Cookbook (Lethe Press, 2003) - ISBN 1-59021-100-6 (em inglês)
- A Feast of Serendib: Recipes from Sri Lanka (2020) - ISBN 978-1-64543-275-3 (em inglês)[30]
- Vegan Serendib: Recipes from Sri Lanka (Serendib Press, 2022) - ISBN 978-1-73304093-8 Mary Anne Mohanraj no catálogo WorldCat (em inglês)
- Tornado: A Breast Cancer Log (Riverdale Avenue Books, 2023) - ISBN 978-1-62601647-7 (em inglês)

### Infantil
- The Poet's Journey (Serendib Press, 2008) - ISBN 978-0-615-18889-8 - como "Amirthi Mohanraj" (em inglês)

### Livros editados
- Aqua Erotica (Three Rivers Press, 2000) - ISBN 0-609-80656-4 (em inglês)
- Wet: More Aqua Erotica (Three Rivers Press, 2002) - ISBN 0-609-80897-4 (em inglês)
- The Best of Strange Horizons: Year One (Lethe Press, 2003) - ISBN 1-59021-036-0 (em inglês)
- The WisCon Chronicles, Vol. 9: Intersections and Alliances (Aqueduct Press, 2015) - ISBN 978-1-61976-087-5 (em inglês)
- Invisible 3: Essays and Poems on Representation in SF/F [com Jim C. Hines] (2017) - ISBN 978-1-37070-456-9 (em inglês)
- Survivor [com JJ Pionke] (Lethe Press, 2018) - ISBN 978-1-59021-174-8 (em inglês)

### Revistas e jornais científicos online editados
- Clean Sheets (fundadora e editora-chefe, 1998–2000)[31]
- Strange Horizons (fundadora e editora-chefe, 2000–2003)[9]
- Jaggery (fundadora; editora-chefe, 2013–2017)[13]